# 鄒永昌
鄒永昌（1420年—1479年），字慶夫，四川成都府雙流縣人，軍籍，治《詩經》，年三十五歲中式景泰五年甲戌科第三甲第三十名進士。閏正月二十四日生，行二，曾祖鄒穀祥；祖鄒世隆；父鄒理；母凌氏。具慶下，妻胡氏，兄永禎。由國子生中式四川鄉試第二名舉人，會試中式第二百二十七名。